# Segundo aliento
El segundo aliento es un fenómeno que se produce al correr largas distancias, como maratones o simplemente correr por carretera (así como en otros deportes). En dicho fenómeno el atleta va sin aliento y con un alto nivel de cansancio y de repente encuentra fuerzas suficientes para sacar un mayor rendimiento con menos esfuerzo. La sensación puede ser similar a la de la euforia. Algunos científicos creen que el segundo aliento puede ser resultado de que el cuerpo encuentre el equilibrio apropiado de oxígeno y ácido láctico en los músculos. Otros lo achacan a la producción de endorfinas.  
La respiración pesada durante el ejercicio también sirve para refrigerar el cuerpo. Tras un tiempo las venas y los capilares se dilatan, permitiendo una menor respiración pesada. El aumento de temperatura de la piel puede sentirse al mismo tiempo que tiene lugar el «segundo aliento».
El fenómeno del segundo aliento también se recoge en algunas condiciones médicas, como la enfermedad de almacenamiento de glucógeno V.